# Стекольщиков, Вячеслав Константинович
Вячеслав Константинович Стекольщиков (род. 2 сентября 1938 года, Москва, РСФСР, СССР) — советский и российский художник, Академик Российской академии художеств (Отделение живописи, 2022), член-корреспондент Российской академии художеств (2013).  Народный художник Российской Федерации (2000).

## Биография
Живописец.
Родился 2 сентября 1938 года в Москве, где живёт и работает.
В 1957 году — окончил Московскую среднюю художественную школу, в 1963 году — окончил Московский художественный институт имени В. И. Сурикова, где учился у профессора Ю. П. Рейнера.
С 1964 года — член Союза художников СССР.
Член Московского Союза художников, член Московского Отделения Союза художников России.
В 2013 году — избран членом-корреспондентом Российской академии художеств от Отделение живописи.
Член творческих комиссий, выставкомов, худсоветов, правления товарищества живописцев Москвы, член Совета по присуждению государственных наград и званий при Президенте РФ.

### Семья
- сын — Антон Вячеславович Стекольщиков (род. 1967) — российский художник, член-корреспондент Российской академии художеств (2011).

## Творческая деятельность
Автор серии графических работ под общим названием «Москва в солдатской шинели», цикл живописных работ «Борисоглебская летопись».
Произведения представлены в собрании Государственной Третьяковской галерее, Государственного Русского музея, Института Русского реалистического искусства (ИРРИ), во многих музеях России и зарубежных коллекциях.
Участник выставок с 1957 года.

## Награды
- Народный художник Российской Федерации (2000)[1]
- Заслуженный художник РСФСР (1983)
- Медаль «В память 850-летия Москвы»
- Серебряная медаль международной выставке в Карачи (Пакистан, 1951)
- Победитель конкурса эмблемы и значка Всемирного фестиваля молодежи и студентов в Москве (1957)
- Медаль Московского союза художников «За заслуги в развитии изобразительного искусства» (2003)
- Медаль имени Н. П. Крымова Союза художников России (2013)